# 1567

## Родени
- 15 май – Клаудио Монтеверди, италиански композитор
- 10 октомври – Каталина-Микаела Испанска, херцогиня на Савоя